# Jamaica hadereje
Jamaica hadereje a szárazföldi erőkből, a légierőből és a haditengerészetből áll.

## Fegyveres erők létszáma
- Aktív: 2830 fő

## Szárazföldi erők
Létszám
2500 fő
Állomány
- 3 gyalogos zászlóalj
- 1 műszaki zászlóalj

Felszerelés
- 13 db páncélozott szállító jármű
- 20 db vontatott tüzérségi löveg

## Légierő
Létszám
140 fő
Felszerelés
- 3 db szállító repülőgép
- 11 db szállító helikopter

## Haditengerészet
Létszám
190 fő
Hadihajók
5 db hadihajó